# Estação Chelas
Chelas é uma estação do Metropolitano de Lisboa. Situa-se no concelho de Lisboa, em Portugal, entre as estações Bela Vista e Olivais da Linha Vermelha. Foi inaugurada a 19 de maio de 1998 em conjunto com as estações Alameda, Olaias, Bela Vista e Oriente, no âmbito da construção da Linha Vermelha, com vista ao alargamento da rede à zona da EXPO'98.
Nos projetos apresentados a público em material publicado pelo Metropolitano de Lisboa, o nome da futura estação foi fixado tardiamente, surgindo inicialmente como Armador.

## Descrição
Esta estação está localizada na Av Dr. Augusto de Castro, entre os entroncamentos com a Rua Eng. Rodrigues de Carvalho, Rua André Vidal Negreiros e Rua Atriz Palmira Bastos, possibilitando o acesso ao Instituto Superior de Engenharia de Lisboa. O projeto arquitetónico é da autoria da arquiteta Ana Nascimento e as intervenções plásticas (revestimento cerâmico) do artista plástico Jorge Martins. À semelhança das mais recentes estações do Metropolitano de Lisboa, está equipada para poder servir passageiros com deficiências motoras, contando com vários elevadores e escadas rolantes que facilitam o acesso às plataformas.

## Acessos
Esta estação conta com três acessos pedonais e um elevador entre o átrio e a superfície:
- Acesso 1 - está localizado no passeio poente da Av. Dr. Augusto de Castro, próximo do entroncamento com a Rua Eng. Rodrigues de Carvalho. Está direcionado para nordeste e conta com escadas pedonais.
- Acesso 2 - está localizado no passeio poente da Av. Dr. Augusto de Castro, próximo do entroncamento com a Rua Eng. Rodrigues de Carvalho. Está direcionado para noroeste e conta com escadas pedonais.
- Acesso 3 - está localizado no passeio nascente da Av. Dr. Augusto de Castro, próximo do entroncamento com a Rua Atriz Palmira Bastos. Está direcionado para sul e conta com escadas pedonais.
- Elevador - está localizado no passeio nascente da Av. Dr. Augusto de Castro, próximo do entroncamento com a Rua Atriz Palmira Bastos, direcionado para sul.